# Вигстан
Вигстан (англ. Wigstan; убит 1 июня 849 года) — король Мерсии в 840 году; сын Вигмунда и его жены Эльфледы, дочери короля Кёлвульфа I. Канонизирован католической церковью. День памяти — 1 июня.

## Биография
При Виглафе Вигстан был субкоролём или элдорменом Хвикке, а затем после смерти отца в 840 году некоторое время занимал престол Мерсии. Однако в том же году он отрёкся от престола и стал клириком. Престол же Мерсии перешёл к Беортвульфу.
Когда Беортвульф, крёстный отец Вигстана, захотел женить своего сына Беортфрита на королеве-матери Эльфледе, Вигстан воспротивился этому браку. Тогда Беортвульф повелел его убить, что и было сделано 1 июня 849 года.
Останки Вигстана были похоронены в Рептоне, где покоился также прах его деда Виглафа. Некоторое время спустя там развился его культ, как святого. В результате этого Рептон стал центром паломничества. В годы правления Кнуда Великого мощи Вигстана были перенесены в Ившемское аббатство.